# Robert Beyer
Pour les articles homonymes, voir Robert Beyer (homonymie).
Robert Beyer est un ingénieur du son et compositeur allemand né en 1901 à Wittlich et mort en 1989 à Düsseldorf.

## Biographie
Après des études à Halle, Berlin et à la Musikhochschule de Cologne, Robert Beyer est ingénieur du son chez Tobis de 1928 à 1934, où il a l'occasion de pratiquer les procédés techniques électroacoustiques. À partir de 1946, il est ingénieur du son au Nordwestdeutscher Rundfunk,,.
Très vite, il s'intéresse à la possibilité d'utiliser la technologie électronique dans la musique. Dès 1928, il publie un article « Das Problem der kommenden Musik » dans le périodique Die Musik dans lequel il traite de l'utilisation des instruments électroniques dans la composition musicale.
En 1949, Beyer assiste à une conférence sur la production sonore électronique donnée par Werner Meyer-Eppler à l'Académie de musique du nord-ouest de l'Allemagne à Detmold. Commence alors une longue coopération entre les deux scientifiques qui a abouti en 1950 à ce qu'ils donnent une série de conférences sous le nom de "Klangwelt der elektronische Musik" [Le monde sonore de la musique électronique] à l'Université d'été internationale pour la nouvelle musique de Darmstadt où se rassemblent les compositeurs avant-gardistes européens,,. Beyer se concentre sur les principes de conception utilisés dans la construction d'instruments de musique électroniques, et Meyer-Eppler présente l'état de l'art dans le domaine de la synthèse vocale. Un an plus tard, ils reviennent à Darmstadt pour y donner une série de conférences sur les possibilités de la production sonore électronique et la relation entre la musique et la technologie,.
Meyer-Eppler et Beyer, rejoint par Herbert Eimert, jouent ensuite un rôle déterminant dans la fondation du tout premier studio de musique électronique au monde à Cologne en 1951,. Les premières œuvres écrites à Cologne sont les 4 Stücke [4 études] pour bande magnétique, composées conjointement par Eimert et Beyer entre 1951 et 1953. Elles sont présentées sans grand succès au festival Neues Musikfest de Cologne en 1953. Le concert suivant qui a lieu un an plus tard rencontre cependant un large écho dans la presse allemande. Avec Eimert, il co-écrit aussi Klang im unbegrenzten Raum, Klangstudie I et Klangstudie II, la dernière d'entre elles figurant dans le disque « Electronic music sources vol. 4 », Archive 1944-1959, 2010, AMR - AG007.
Après ces premiers travaux en collaboration, Beyer et Eimert s'opposent sur plusieurs points. Eimert est plutôt un structuraliste, ce qui conduira plus tard à l'orientation sérielle stricte du studio. Beyer croit quant à lui que le sérialisme n'est qu'une étape de transition loin de la pratique antérieure de la musique et vers des formes nouvelles. Il considère qu'à long terme une peinture de timbres complètement libre s'imposera et que les règles sérielles sont un obstacle. Ces différences amènent Beyer à quitter le studio. On ignore si Beyer a continué à travailler seul et a produit d'autres compositions. La ville de Düsseldorf n'a aucune information à ce sujet dans ses archives[réf. nécessaire].

## Œuvres

### Écrits
- Das Problem der kommenden Musik, in: Die Musik 9 (1928), S. 861–866
- "Musik und Tonfilm", in: Kestenberg, Leo (Hrsg.), "Kunst und Technik", 1930, S. 365–396, republished by epOs-Music (de)

### Œuvre musicale
- avec Herbert Eimert
  - Vier Stücke, 1953
  - Klang im unbegrenzten Raum, 1953
  - Klangstudie I, 1953
  - Klangstudie II, 1953